# ジョン・クロムウェル (軍人)
ジョン・フィリップ・クロムウェル（John Philip Cromwell, 1901年9月11日 - 1943年11月19日）はアメリカ海軍の軍人、最終階級は大佐。名誉勲章受章者。
第二次世界大戦に活躍したアメリカ潜水艦に潜水隊司令として関わった将校の一人であり、潜水艦「スカルピン」 (USS Sculpin, SS-191) に乗艦中に日本海軍駆逐艦の攻撃を受け、生存者と軍事機密を守るために沈む「スカルピン」と運命を共にした。「グロウラー」 (USS Growler, SS-215) 艦長として戦死したハワード・W・ギルモア（海軍兵学校（アナポリス）1926年組）に似た自己犠牲の精神が評価され、ギルモアと同様に名誉勲章が追贈された。

## 生涯

### 前半生
ジョン・フィリップ・クロムウェルは1901年9月11日、イリノイ州ヘンリーで生まれる。1920年にアナポリスに入学し、1924年に卒業。卒業年次から「アナポリス1924年組」と呼称されたこの世代の同期には、太平洋艦隊情報主任参謀を務めたエドウィン・レイトン、同じく情報戦に関わったトミー・ダイヤーらがいる。卒業後は戦艦「メリーランド」 (USS Maryland, BB-46) 配属を経て1926年に潜水艦を志願し、1927年から1929年の間は潜水艦S-24 (USS S-24, SS-129) 乗組となる。続く3年の間、クロムウェルは潜水艦用ディーゼル機関に関する技術習得に励んだ。
大尉に昇進したクロムウェルは1936年から1937年の間は潜水艦S-20 (USS S-20, SS-125) 艦長を務め、第4潜水隊司令付スタッフにも就く。1939年に少佐に昇進するとワシントンD.C.の機関局と艦船局に2年間赴任し、1941年5月からは太平洋艦隊潜水部隊の機関参謀を務めた。

### 第二次世界大戦
1942年から1943年にかけて、クロムウェルは第203潜水隊、第44潜水隊および第43潜水隊司令を歴任し、旗艦を「スカルピン」に指定していた。大佐に昇進後、クロムウェルはウルフパックの指揮を執るため、引き続き「スカルピン」に座乗して出撃することとなったが、これはクロムウェルが経験する最初の戦闘哨戒でもあった。出撃の数日前、クロムウェルは友人でもあった太平洋艦隊情報参謀ウィルフレッド・J・ホルムズ少佐の妻イザベルと一緒に、自分の妻マーガレットと2人の子どもに贈るクリスマス・プレゼントの買い出しに出かけ、プレゼントを購入したクロムウェルはイザベルに、プレゼントをクリスマスの前日に郵送するよう頼んだ。
11月5日、「スカルピン」は新任艦長のフレッド・コナウェイ中佐（アナポリス1932年組）指揮の下、9回目の哨戒で「シーレイヴン」 (USS Searaven, SS-196) 、「スピアフィッシュ」 (USS Spearfish, SS-190) 、「アポゴン」 (USS Apogon, SS-308) とともにトラック諸島近海に向かう。折りしもギルバート諸島攻略のガルヴァニック作戦が発動されており、クロムウェルは上級将校という立場上、ガルヴァニック作戦の計画内容やウルトラ情報に基づく最高機密情報のすべてを知り尽くしていた。
1943年11月19日、「スカルピン」はトラック諸島近海で日本船団を発見して攻撃を行ったが反撃を受け、浮上を余儀なくされた「スカルピン」は浮上砲戦ののち放棄され、生き残った乗組員は艦から脱出した。しかし、ガルヴァニック作戦に関する機密を知り尽くしていたクロムウェルは、情報を日本側に知られることを防ぐため意図的に「スカルピン」に残り、艦とともに沈んでいった。情報を敵に奪取されることを潔しとせずに自らを犠牲にした英雄的行為が評価され、戦死後に名誉勲章が追贈されることとなった。

### クロムウェルの最期
11月16日、「スカルピン」の担当海域に日本船団が通過する、という情報を傍受した太平洋艦隊無線班は、作戦兼情報担当参謀リチャード・G・ヴォージ大佐（アナポリス1925年組）を介して「スカルピン」に船団を迎撃するよう指令を発した。情報からは、その船団は重要なものと思われる兆候が見られた。無線班は11月19日に日本商船が攻撃を受けたという情報と、日本海軍駆逐艦が潜水艦を撃沈したという無電を傍受したが、大して気にも留めていなかった。しかし、この2つの情報を傍受ののち、「スカルピン」の動静は音沙汰なしとなり、11月29日に「スカルピン」に対してウルフパックの解散とエニウェトク環礁の偵察を命じたが状況は変わらず、ここで「スカルピン」が失われたことに気付いた。
11月18日夜、「スカルピン」は「大規模高速船団」をレーダーで探知し、これが無線班のいう日本船団と判断して追撃を開始したが、その船団の実態は日本本土へ帰る軽巡洋艦「鹿島」と潜水母艦「長鯨」、その護衛の駆逐艦「若月」と「山雲」であり、翌11月19日明け方に「山雲」は浮上航行中の「スカルピン」を発見して接近を開始した。「スカルピン」は潜航を余儀なくされたが、間もなく「スカルピン」に追いついた「山雲」が猛烈な爆雷攻撃を幾度も行い、「スカルピン」は一度のみ浮上したほかは潜航を強いられ、爆雷攻撃による漏水はおびただしくソナーも破壊された。コナウェイは、生存のチャンスを得るために意を決して浮上した。
「スカルピン」は「山雲」の右前前方に浮上し、これを見た「山雲」は12.7センチ砲と25ミリ機銃による攻撃を開始する。浮上した「スカルピン」は潜望鏡が折れ曲がる悲惨な状況であったが、それでもコナウェイは砲戦の配置を令して「山雲」に挑戦した。しかし、「山雲」からの初弾が「スカルピン」の艦橋に命中してコナウェイ以下「スカルピン」の幹部が戦死し、射手も砲弾の破片で切り裂かれて戦死した。「スカルピン」の生存者で最先任の中尉が戦死したコナウェイに代わって艦の放棄と自沈を令し、乗組員は脱出を開始した。戦闘のさ中、クロムウェルは一つの決断を秘めていた。ウルトラ情報とガルヴァニック作戦に関するあらゆる情報を持ち合わせていたクロムウェルは、艦を捨てて日本軍の捕虜になったら最後、薬物や拷問攻めの尋問の末に機密情報を供述する可能性に感づいた。機密情報が敵に知られたら味方の作戦遂行に多大な支障が出ることが明らかであったため、クロムウェルは捕虜になることを拒否し、C・G・スミス・ジュニア少尉以下11名の乗組員とともに「スカルピン」を去ることなく、艦と運命を共にした 。
「スカルピン」の生存者はトラック島の日本軍基地で約十日間の尋問を受け、救助した駆逐艦の名前を "YOKOHAMA" と教えられた。その後2隻の空母、「冲鷹」と「雲鷹」に分乗して日本本土へ連行された。しかし、「冲鷹」に乗艦した20名は12月2日に「セイルフィッシュ」 (USS Sailfish, SS-192) の雷撃で「冲鷹」が沈没した際に19名が死亡し、残る1名は通過する日本軍駆逐艦の船体梯子を掴んで救助された。「雲鷹」に乗艦した21名の乗組員は12月5日に日本に到着、大船収容所や東京俘虜収容所（大森）に収容。さらなる尋問の後、終戦まで足尾銅山で使役された。このような体験をした「スカルピン」生存者の一人が、クロムウェルの自己犠牲の行為について太平洋艦隊潜水部隊司令官チャールズ・A・ロックウッド中将（アナポリス1912年組）に報告し、ロックウッドはクロムウェルに対する名誉勲章の死後追贈を申請して受理され、名誉勲章はマーガレット未亡人に授与された。
「スカルピン」が喪失したことを知っていたホルムズは、上述のような行為があったことも当時は知らずにクロムウェルは戦死したものと判断していた。そのような事情から、妻のイザベルがクロムウェルの約束通りにクリスマス・プレゼントを郵送するのを見ていて心を痛めた。「スカルピン」の喪失が宣告されたのは1943年12月30日のことであり、この日までマーガレット以下クロムウェルの家族がクロムウェルの戦死を知ることはなかった。

## 受賞歴と略綬
| 名誉勲章                                      |
| レジオン・オブ・メリット                      |
| パープルハート章                              |
| アメリカ防衛従軍記章 / 従軍星章（ブロンズ）   |
| アメリカ従軍記章                              |
| アジア太平洋戦役従軍章 / 従軍星章（ブロンズ） |
| 第二次世界大戦戦勝記念章                      |

## 栄誉
1954年に就役したディーレイ級護衛駆逐艦「クロムウェル」 (USS Cromwell, DE-1014) はクロムウェルを讃えて命名され、コネチカット州グロトンにある潜水艦学習施設の建物は、同じくクロムウェルを記念して「クロムウェル・ホール」と名付けられている。